# Бархатные пальчики
«Ба́рхатные па́льчики» (англ. Fingersmith) — драматический двухсерийный мини-сериал 2005 года режиссёра Айлинг Уолш, снятый по одноимённому роману «Fingersmith» (англ.) Сары Уотерс.

## Сюжет
Действие происходит в викторианской Англии XIX века. Утончённый преступник Ричард Риверс, решает обманом завладеть наследством Мод Лилли. Под видом художника и учителя рисования он проникает в поместье дяди Мод, где она проживает. Его план — соблазнить Мод, жениться на ней, а затем упрятать в сумасшедший дом, получив права на её состояние. В помощь себе он берёт девушку из семьи мошенников — Сью, которая устраивается к Мод служанкой и должна поспособствовать замыслам Риверса.
Замысел идёт по плану, за исключением того, что девушки сильно сближаются. Проведя всю жизнь в одиночестве в поместье дяди, Мод находит в Сью подругу, а затем ту, которая разбудит её любовь. Риверс уговаривает Мод обвенчаться и бежать в Лондон, где она станет свободной. Мод соглашается. Сью, для которой Мод стала очень дорога, с трудом удерживается, чтобы не предупредить подругу о настоящих планах Риверса. Не поддавшись своим чувствам, она позволяет Риверсу осуществить преступный замысел.
Мод бежит из дома дяди и выходит замуж за Риверса. Получив то, что ему требуется, Риверс насильно везёт жену в сумасшедший дом. Однако по приезде туда служители больницы хватают не Мод, а Сью. Заранее сговорившись с Мод, Риверс устроил так, что врачи считают, будто Сью — это и есть его сумасшедшая жена Мод. Сью понимает, что была жестоко обманута.
Но и Мод не получает того, что ожидала. Она оказывается в мрачном жилище мошенников, где раньше жила Сью. От хозяйки, миссис Саксби, она узнаёт, что на самом деле в младенчестве их со Сью поменяли. Миссис Саксби — её мать, а Сью — настоящая наследница. Чувства к Сью вспыхивают с новой силой, она понимает, как жестоко с ней поступила.
Сью тем временем удаётся бежать из больницы. Она прибегает к миссис Саксби, желая расправиться с Мод, но в случившейся стычке Риверс гибнет от удара ножа. Миссис Саксби, желая оградить Мод от тюрьмы, берёт всю вину на себя, и её казнят.
Мод возвращается в дом дяди, который к тому времени скончался. Сью, узнав всю правду, понимает, что Мод была также обманута, как и она сама. Она встречается с Мод, и они понимают, что по-прежнему любят друг друга.

## В ролях
| В ролях         |  | Персонаж      |
| --------------- |  | ------------- |
| Салли Хокинс    |  | Сью Триндер   |
| Элейн Кэссиди   |  | Мод Лилли     |
| Имельда Стонтон |  | миссис Саксби |
| Руперт Эванс    |  | Ричард Риверс |
| Чарльз Дэнс     |  | дядя Мод      |